# DJ Colette
Colette Marino, (n. 27 mai 1975 în Chicago, Illinois), cunoscută ca DJ Colette sau doar Colette, este o cântăreață și DJ de muzică house. Își ține spectacolele la clubul SmartBar din Chicago, Illinois (alături de Kaskade și alții). A devenit cunoscută când a început să cânte în mixajele proprii.

Albumul Hypnotized a fost cel mai descărcat album de muzică dance din iTunes Music Store de la Apple în iunie 2005. Cântecul What Will She Do for Love, extras de pe acest album, a ocupat prima poziție în clasamentul Billboard Dance Club Play Single. Piesa principală a albumului, Hypnotized, a fost folosită în filmul Diavolul se îmbracă de la Prada'.
A ținut mai multe concerte în Detroit, Michigan, Cambridge, Singapore, Calgary, Hollywood, Montreal, and Omaha.
A fost comparată cu Kylie Minogue și Deborah Harry.

## Clasamente
| An   | Titlu                                                       | Poziție de vârf Billboard Hot Dance Club Songs | Autor         |
| ---- | ----------------------------------------------------------- | ---------------------------------------------- | ------------- |
| 2012 | "What Will She Do For Love" (Kaskade/A. Caldwell/Ken Mixes) | 10                                             | Colette Mario |
| 2012 | "What Will She Do For Love" (Original Mix)                  | 28                                             | Colette Mario |
| 2000 | "If"                                                        | 5                                              | Colette Mario |

## Discografie

### Albume
- Hypnotized (2005)
- Push (2007)
- When The Music's Loud (2013)

### Single-uri și EP-uri
- "Moments of Epiphany" (1995) [9]
- "Keep On Groovin'" (1996) [10]
- Try Her For Love (2000)
- Find Your Love (2000)
- Innocent (2001)
- Sexuality (2002)
- Do You Want Me (2002)
- Keep It Down (2004)
- Our Day/Smile For Me (2004)
- Didn't Mean To Turn You On (2005)
- What Will She Do For Love (2005)
- Feelin' Hypnotized (2005)
- "House of OM" (2006) [11]
- "About Us" (2007)
- "If" (2007)
- "Stay" (2008)
- "Make Me Feel" (2009)
- "Think You Want It" (2009)
- "UR Everything" (2010)
- "Call On Me" (2010)
- "On A High" (2010)
- "Give Something" (2011)
- "Crush" (2012)
- "Crush 2" (2012) [12]
- "Hotwire" (2013) [13]
- "Physically" (2014) [14]

### Compilații
- "In The Sun" (2000) [15]
- "Our Day" (2001) [16]
- "House of OM" (2006) [17]